# Henryk König
Henryk König (ur. 14 września 1897 w Kaliszu, zm. ?) – kapitan piechoty Wojska Polskiego.

## Życiorys
Był synem Marii. Do Legionów Polskich wstąpił jako pracownik handlowy. Służył w 5 Pułku Piechoty. 29 kwietnia 1917 został wymieniony, jako starszy sierżant w spisie podoficerów i żołnierzy 5 pp dla Komendy LP. Był wówczas przydzielony do 4. kompanii I baonu tego pułku . 
25 lipca 1919, jako podoficer byłych Legionów Polskich został mianowany z dniem 1 lipca tego roku podporucznikiem piechoty. Służył wówczas w 33 Pułku Piechoty. 3 maja 1922 został zweryfikowany w stopniu porucznika ze starszeństwem z 1 czerwca 1919 i 75. lokatą w korpusie oficerów piechoty. Z dniem 5 października 1924 został przeniesiony do Korpusu Ochrony Pogranicza. 1 grudnia 1924 został mianowany kapitanem ze starszeństwem z 15 sierpnia 1924 i 19. lokatą w korpusie oficerów piechoty. W latach 1929-1930 był dowódcą kompanii granicznej „Szrubiszki”. W marcu 1930 przeniesiony z KOP do 29 Pułk Strzelców Kaniowskich w Kaliszu. W marcu 1932 przeniesiony do 5 Pułk Piechoty Legionów w Wilnie. Po 5 czerwca 1935 roku przydzielony do Komendy Rejonu Uzupełnień Płońsk na stanowisko kierownika II referatu uzupełnień.
W czasie kampanii wrześniowej dostał się do niemieckiej niewoli. Przebywał w Oflagu II B Arnswalde, a od 15 maja 1942 w Oflagu II D Gross-Born .

## Ordery i odznaczenia
- Krzyż Niepodległości (13 kwietnia 1931)[15]
- Krzyż Walecznych (trzykrotnie)[16]